# Secco

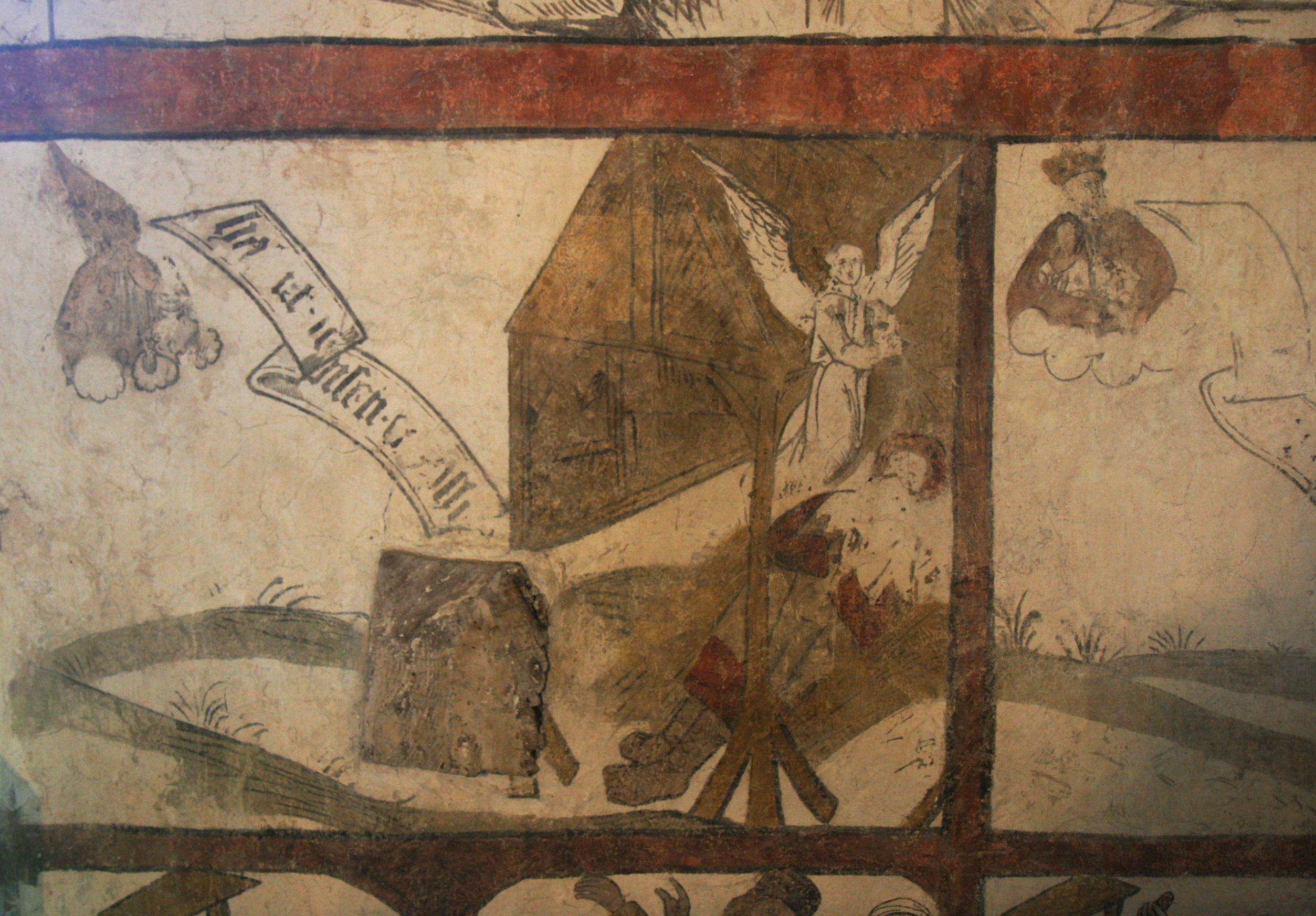
Secco malba v kostele ve městě Zierenberg v Německu

Secco (al secco ital. – „na sucho“) je způsob malby na suchou omítku. Jako podklad slouží hlazená omítka upravená přírodní kaolinovou hlinkou (bolus), na kterou jsou nanášeny temperové vaječné barvy smíšené se lněným olejem. Je méně trvanlivá než freska, ale její výhodou je možnost pracovat na větší ploše nebo za nepříznivých technických podmínek bez nebezpečí, že omítka zaschne.
Používala se zejména v antické, středověké a renesanční malbě. Touto technikou jsou zhotoveny např. románské malby v rotundě svaté Kateřiny ve Znojmě.
V období baroka byl jako podklad pro šerosvitnou malbu užíván červenohnědý bolus.